# Tanis (Egipto)
Tanis (Τάνις, nombre egipcio: Dyanet, Per-Uadyet, en árabe: San el-Haggar) es el nombre griego de una ciudad que fue la capital del nomo XIX del Bajo Egipto. Se encontraba al este del delta del Nilo. En la Biblia se le denomina Zoán.

## Descripción
Fue la capital de Egipto durante las dinastías XXI y XXIII, cuyos reyes eran originarios de Dyanet (Tanis). Aun después de perder la capitalidad continuó siendo una importante ciudad comercial y estratégica desde entonces y hasta el siglo VI, en que era sede de un obispado copto ortodoxo, cuando fue finalmente abandonada al sufrir la amenaza de ser inundada por el lago Manzala.

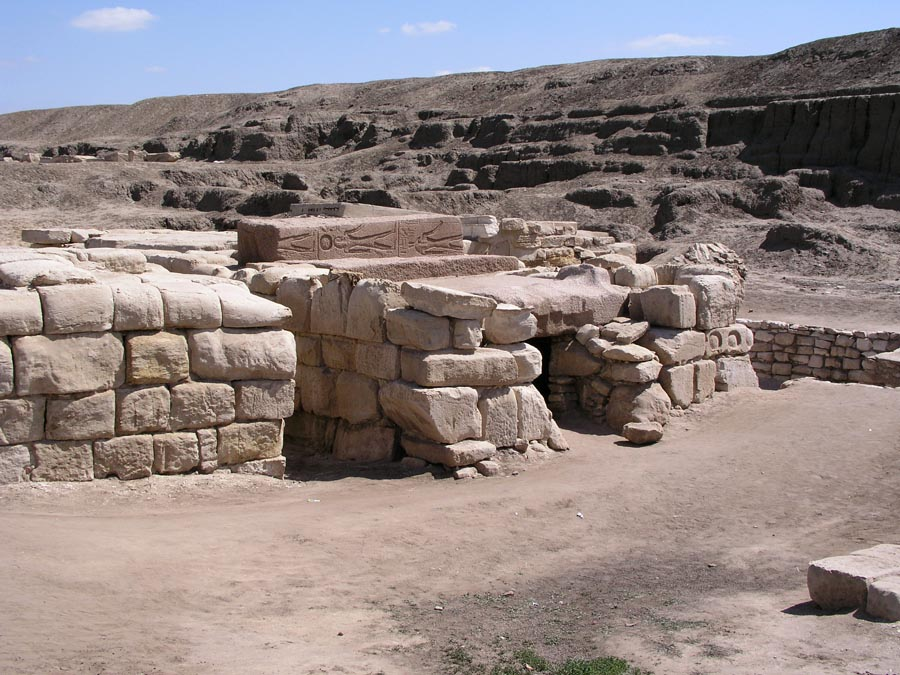
Las tumbas reales de Tanis.

Fue también el lugar de enterramiento de los reyes de las dinastías XXI y XXII, en sustitución del Valle de los Reyes.
Las principales deidades veneradas en Tanis fueron Amón, su esposa Mut y su hijo Jonsu, quienes formaban la tríada tanita, semejante a la tríada de Tebas desde el momento en que los soberanos tanitas fundaron el gran templo de Amón-Ra y dos menores a Mut y Khomsu en su deseo de emular la anterior capital. El dios tebano sustituyó a Set como el dios principal del Delta Oriental.
Muchos bloques de piedra, utilizados para construir los templos de Tanis, provinieron del cercano viejo poblado ramésida de Qantir, la antigua Pi-Ramsés, lo que motivó que muchos egiptólogos de épocas anteriores creyeran que Tanis era la antigua Pi-Ramsés. A finales de la XX dinastía había sido abandonada debido a que la rama pelusíaca del Nilo había acumulado un exceso de sedimentos que colmataron su puerto fluvial, inutilizándolo. Ello favoreció a Tanis.

## Restos arqueológicos
| D · a | n · t · niwt | \| \| | D · a | n · t · Z5 | mw | N36 · N21 · niwt |
|       |              |       |       |            |    |                  |

|  |

| D · a | n · t · niwt | \| \| | D · a | n · t · Z5 | mw | N36 · N21 · niwt |
|       |              |       |       |            |    |                  |

|  |

- Muralla de la ciudad.
- Templo de Amón con esfinges (Gran Esfinge de Tanis), obeliscos y colosos de Ramsés II.
- Templo de Mut, Jonsu y Astarté, construido por Siamón de la dinastía XXI.
  - En 2009 se descubrió el lago sagrado del templo de Mut, en piedra caliza y de 15 m de largo x 5 m de profundidad. Estaba enterrado a 12 m de profundidad en perfecto estado de conservación.
- Templo de Jonsu-Neferhotep de la dinastía XXX.
- Templo de Horus iniciado por Nectanebo II y finalizado por Ptolomeo II.
- Tumbas reales de las dinastías XXI y XXII, construidas con materiales y sarcófagos usurpados de otros faraones, descubiertas por Pierre Montet en 1939. 
  - La tumba de Osorkon II, con su sarcófago, el de su hijo Horanjt y el de Takelot II.
  - La tumba de Psusenes I (ca. 1039-991), con las sepulturas de Psusennes I, Sheshonq II, Amenemopet y el general Undebaunded.
  - La tumba de Sheshonq III con su sarcófago.
- Numerosos restos de construcciones de la época de Ramsés II, transportados allí desde sus emplazamientos originales en Qantir (Pi-Ramsés).

En 2011 imágenes por satélite de alta resolución permitieron un trazado completo de la ciudad, al revelar bajo el terreno las trazas de las calles, bloques de viviendas, templos y grandes residencias.

## Tanis en la Biblia: Zoán
La ciudad de Tanis es citada como Zoán en los siguientes pasajes de la Biblia: 
- Números 13:22
- Isaías 30:4
- Ezequiel 30:14
- Salmos 78:12

## Cultura popular
- el líder de los conocidos: Héroes de la Lanza en Dragonlance se llama Tanis y es conocido como Tanis el Semielfo.
- En Raiders of the Lost Ark, un film del director Steven Spielberg, el arqueólogo Indiana Jones encuentra el Arca de la Alianza en la ciudad de Tanis.
- En Pandorum, film del director Christian Alvart, la humanidad deja atrás la súperpoblada Tierra y se encamina a bordo de una gigantesca nave espacial para tratar de colonizar Tanis, un mundo que reúne condiciones similares a las del planeta madre y que se percibe como única posibilidad de salvación.